# Giovanni Battista Barni
Giovanni Battista Barni (Lodi, 28 de outubro de 1676 - Ferrara, 24 de janeiro de 1754) foi um cardeal do século XVIII

## Biografia
Nasceu em Lodi em 28 de outubro de 1676. Da família dos condes de Roncadello. Filho de Antonio e Giolanda Barni. Seu primeiro nome também está listado como Giambattista; e seu sobrenome como Barnus.
Ainda muito jovem foi enviado a Piacenza sob os cuidados de seu tio paterno, Giorgio Barni, bispo daquela sé, que designou o Pe. Giulio Alberoni, futuro cardeal e primeiro-ministro da Espanha, como seu professor; mais tarde estudou na Universidade de Pavia, onde obteve o doutorado em utroque iure , tanto em direito canônico quanto em direito civil, em 4 de setembro de 1700.
Foi para Roma, entrou na prelatura em 7 de julho de 1707 e, nessa data, foi nomeado referendário dos Tribunais da Assinatura Apostólica de Justiça e de Graça. Governador de Narni, 30 de abril de 1708. Governador de Orvieto, 25 de setembro de 1710. Governador de Iesi, 15 de outubro de 1712. Governador de Fabriano, 1716-1717. Governador de Perugia, 11 de julho de 1721. Governador da Marche Anconitana , 27 de janeiro de 1725. Visitador apostólico e governador de Loreto por três meses em 1730. Relator da SC da Sagrada Consulta .
Ordenado em 14 de janeiro de 1731.
Eleito arcebispo titular de Edessa em Osröene, 22 de janeiro de 1731. Consagrado, 1º de abril de 1731, na Basílica de Loreto (não foram encontradas mais informações). Núncio na Suíça, 22 de fevereiro de 1731. Assistente no Trono Pontifício, 1º de abril de 1731. Núncio na Espanha, 1º de abril de 1739.
Criado cardeal sacerdote no consistório de 9 de setembro de 1743; o papa enviou-lhe o barrete vermelho com um breve apostólico de 20 de setembro de 1743; recebeu o chapéu vermelho em 3 de dezembro de 1746; e o título de S. Tommaso em Parione, 19 de dezembro de 1746. Legado em Ferrara, 22 de julho de 1750; legação prorrogada por mais um triênio, 14 de janeiro de 1754.
Morreu em Ferrara em 24 de janeiro de 1754. Exposto na catedral arquiepiscopal de Ferrara; sepultado, temporariamente, na capela de S. Giorgio, naquela catedral; no dia 12 de setembro seguinte, seus restos mortais foram trasladados para a capela da Santíssima Virgem, também naquela catedral